# 女仙外史
《女仙外史》又名《石头魂》，全名《新刻逸田叟女仙外史大奇书》，日译本题名《通俗大明女仙传》，神魔小说，清代吕熊著。以明初「靖难之役」为背景，叙述山东唐赛儿起义的故事。唐赛儿此人正史有记载，但本书情节为虚构，前二十回尚有史可徵，后“八十回，全是空中楼阁”。此书约成于康熙四十三年（1704年），康熙五十年（1711年）刊行。清廷因其中有一些“淫亵书”，把它划入淫书之列，被列入禁毁之书。

## 简介
唐赛儿的事迹，還见于《万历野获编》、《九朝野记》、《通俗编》、《明史纪事本末》等书。《明史》等记载唐赛儿为“妖妇”，本书则为其翻案，赋予了她神话色彩“女仙，唐赛儿也，就是月殿嫦娥降世”。本书选材新颖，主旨为声讨燕王朱棣篡位，唐赛儿起义也被纳入封建正统轨道之内。靖難之役爆發，赛儿起兵勤王，尊奉建文帝位号二十馀年，不斷與永樂朝進行抗爭，並派人訪求建文帝下落。而唐赛儿与朱棣的斗争则归结为嫦娥与天狼星的夙怨，至于魔﹑仙﹑佛之间仙灵幻化、称兵斗法的描述与明代神魔小说无异，文筆亦不高明。本書結局，明成祖在榆木川中，被女剑仙鲍芳以剑刺死。成祖死后，太子朱高炽继位，唐赛儿解散人马，天下恢復太平。
《女仙外史》是清初才學小说之先声，此書甫刊行曾得刘廷玑、葉旉、陈奕禧和洪昇等的赏识，但流傳不廣。書末附有《江西南安郡守陈奕禧香泉序言》、《江西廉使刘廷玑在园品题二十则》、《江西学使杨颙念亭评论七则》、《广州府太守叶敷南田跋语》。